# La Unidad Católica
La Unidad Católica fue un periódico español editado en Sevilla entre 1909 y 1911.

## Historia
Salió a la calle el 2 de enero de 1909, bajo el subtítulo de Diario político tradicionalista y antiliberal. La publicación, de corte católico e integrista, tuvo como directores a Manuel Sánchez Asensio, José Roca y Ponsa y Francisco Ruiz Caballero, entre otros. Su editor y propietario fue Francisco de Paula Picazo y Núñez. Fue, sin embargo, una publicación que careció de inversión para mantenerse, y de hcho tuvo una vida corta. Continuaría editándose hasta 1911.